# Ламна (река)
Ламна — река в Нижегородской области России, протекает по территории Городского округа Бор и Лысковского района.
Устье реки находится в 36 км от устья реки Керженец по правому берегу. Длина реки составляет 24 км, площадь водосборного бассейна — 206 км².
Исток реки восточнее села Ямново в 27 км к северо-востоку от Кстово. Река течёт на восток по заболоченному ненаселённому лесу, в среднем течении на реке сеть мелиоративных канав. Крупнейший приток — Исток (правый), вытекающий из озера Нерисово. За километр до устья река перекрыта земляной плотиной, образующей большую запруду, известную как Ламненское озеро.

## Данные водного реестра
По данным государственного водного реестра России относится к Верхневолжскому бассейновому округу, водохозяйственный участок реки — Волга от устья реки Ока до Чебоксарского гидроузла (Чебоксарское водохранилище), без рек Сура и Ветлуга, речной подбассейн реки — Волга от впадения Оки до Куйбышевского водохранилища (без бассейна Суры). Речной бассейн реки — (Верхняя) Волга до Куйбышевского водохранилища (без бассейна Оки).
Код объекта в государственном водном реестре — 08010400312110000034899.